# Specie di Acer
Elenco delle   Specie di Acer

## A

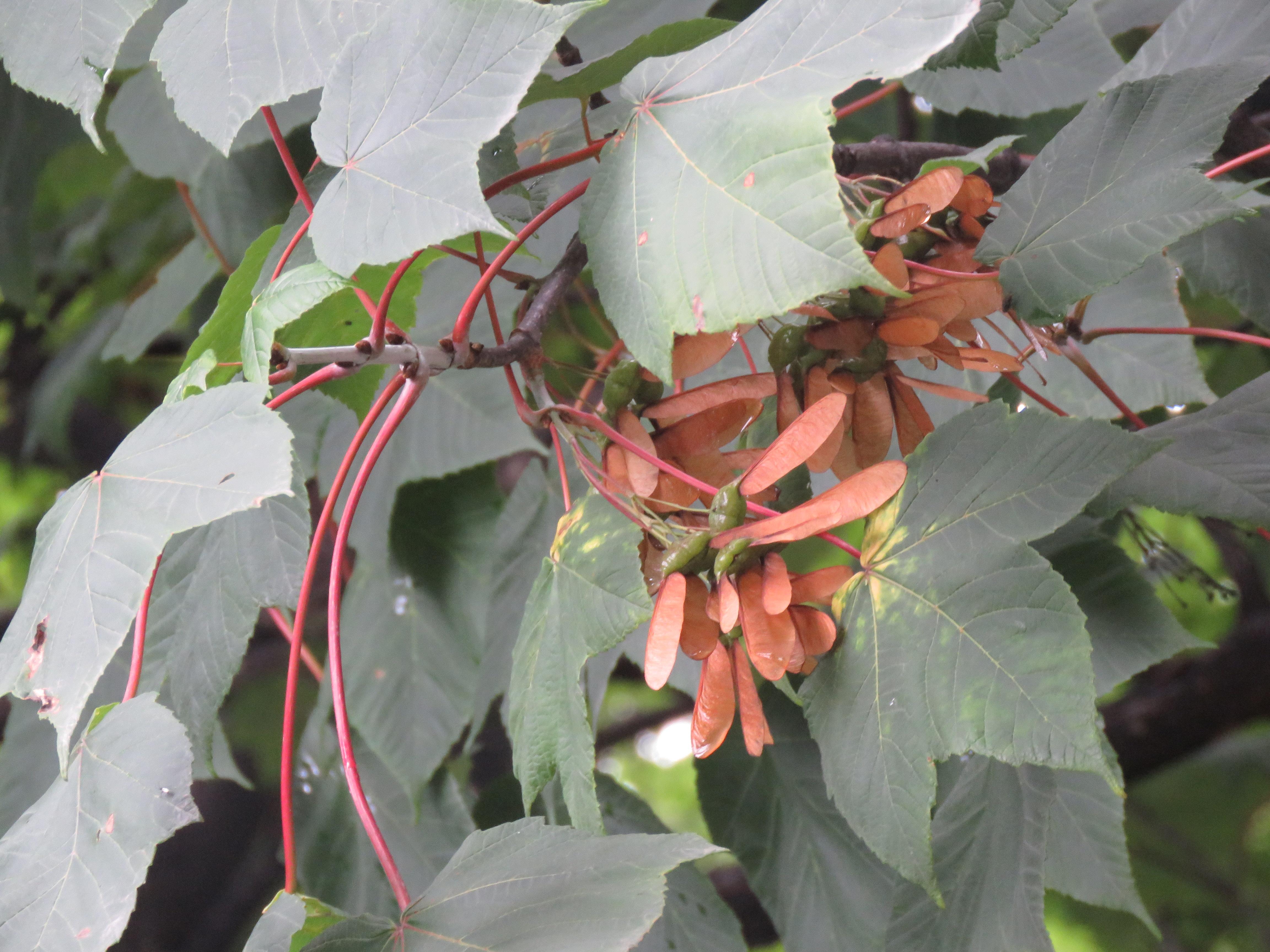
Acer acuminatum

- Acer acuminatum Wall. ex D.Don
- Acer acutum W.P.Fang
- Acer albopurpurascens Hayata
- Acer amamiense T.Yamaz.
- Acer amplum Rehder
- Acer argutum Maxim.

## B

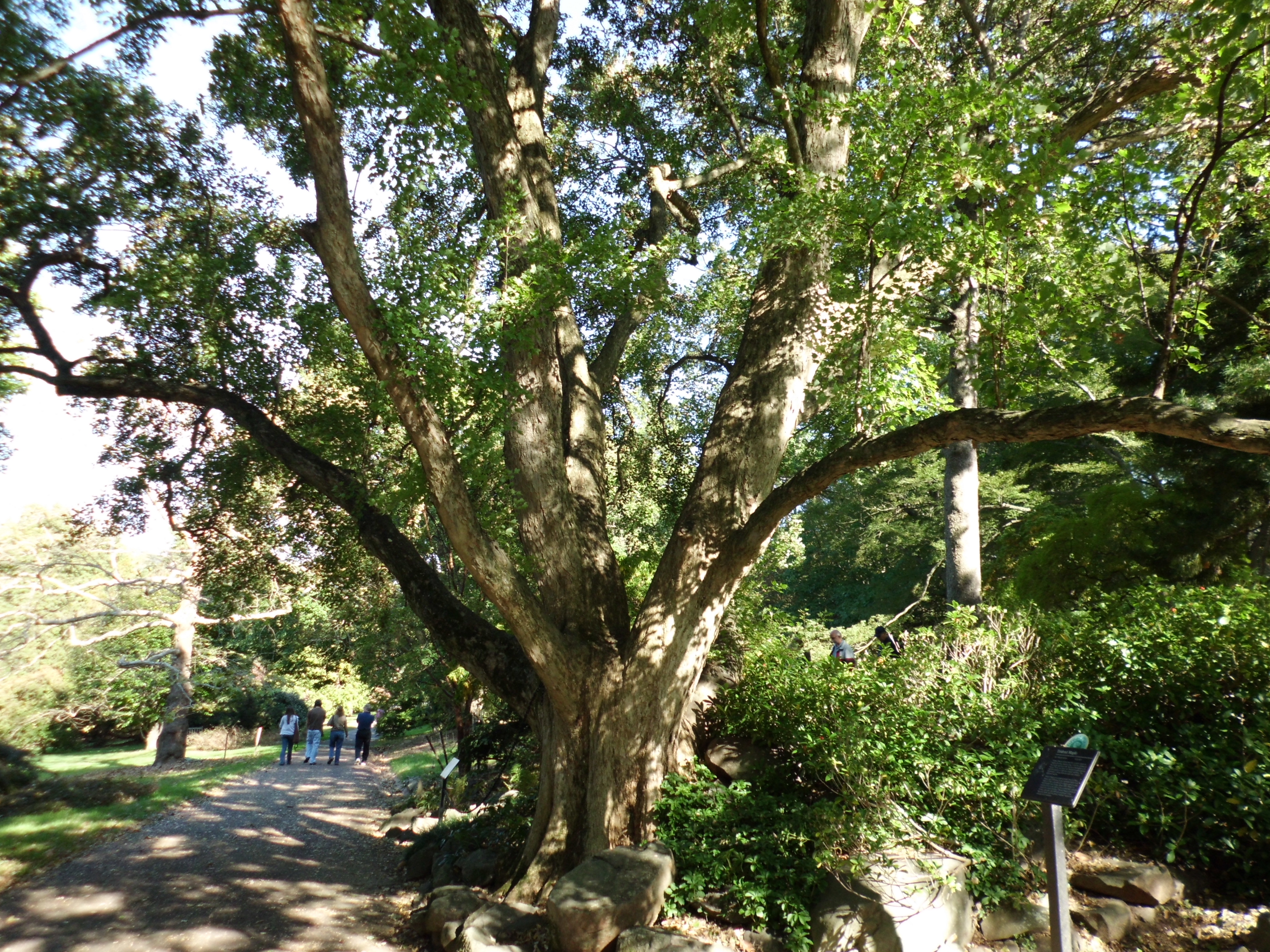
Acer buergerianum

- Acer barbinerve Maxim.
- Acer binzayedii Y.L.Vargas-Rodr.
- Acer × bornmuelleri Borbás
- Acer brevipes Gagnep.
- Acer buergerianum Miq.

## C
- Acer caesium Wall. ex Brandis
- Acer calcaratum Gagnep.
- Acer campbellii Hook.f. & Thomson ex Hiern
- Acer campestre L.
- Acer capillipes Maxim.
- Acer cappadocicum Gled.

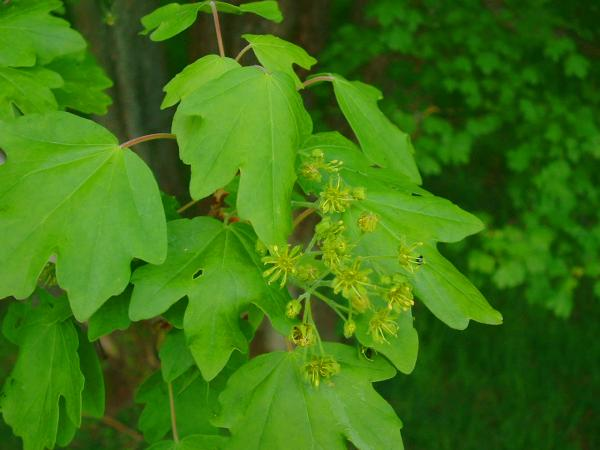
Acer campestre

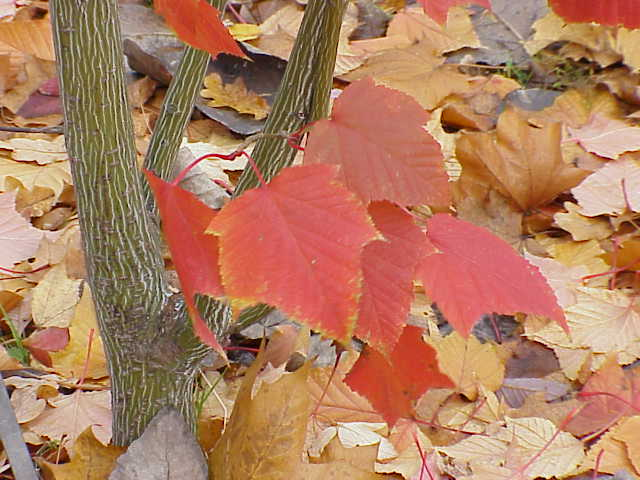
Acer capillipes

  - Acer cappadocicum subsp. cappadocicum
  - Acer cappadocicum subsp. divergens (K.Koch ex Pax) A.E.Murray
  - Acer cappadocicum subsp. lobelii (Ten.) A.E.Murray
  - Acer cappadocicum subsp. sinicum (Rehder) Hand.-Mazz.
- Acer carpinifolium Siebold & Zucc.
- Acer caudatifolium Hayata
- Acer caudatum Wall.
- Acer chiangdaoense Santisuk
- Acer chienii Hu & W.C.Cheng
- Acer chingii Hu
- Acer chunii W.P.Fang
- Acer cinerascentiforme Pojark.
- Acer circinatum Pursh
- Acer cissifolium (Siebold & Zucc.) K.Koch
- Acer confertifolium Merr. & F.P.Metcalf
- Acer cordatum Pax
- Acer coriaceifolium H.Lév.
- Acer × coriaceum Bosc ex Tausch.
- Acer crassum Hu & W.C.Cheng
- Acer crataegifolium Siebold & Zucc.

## D

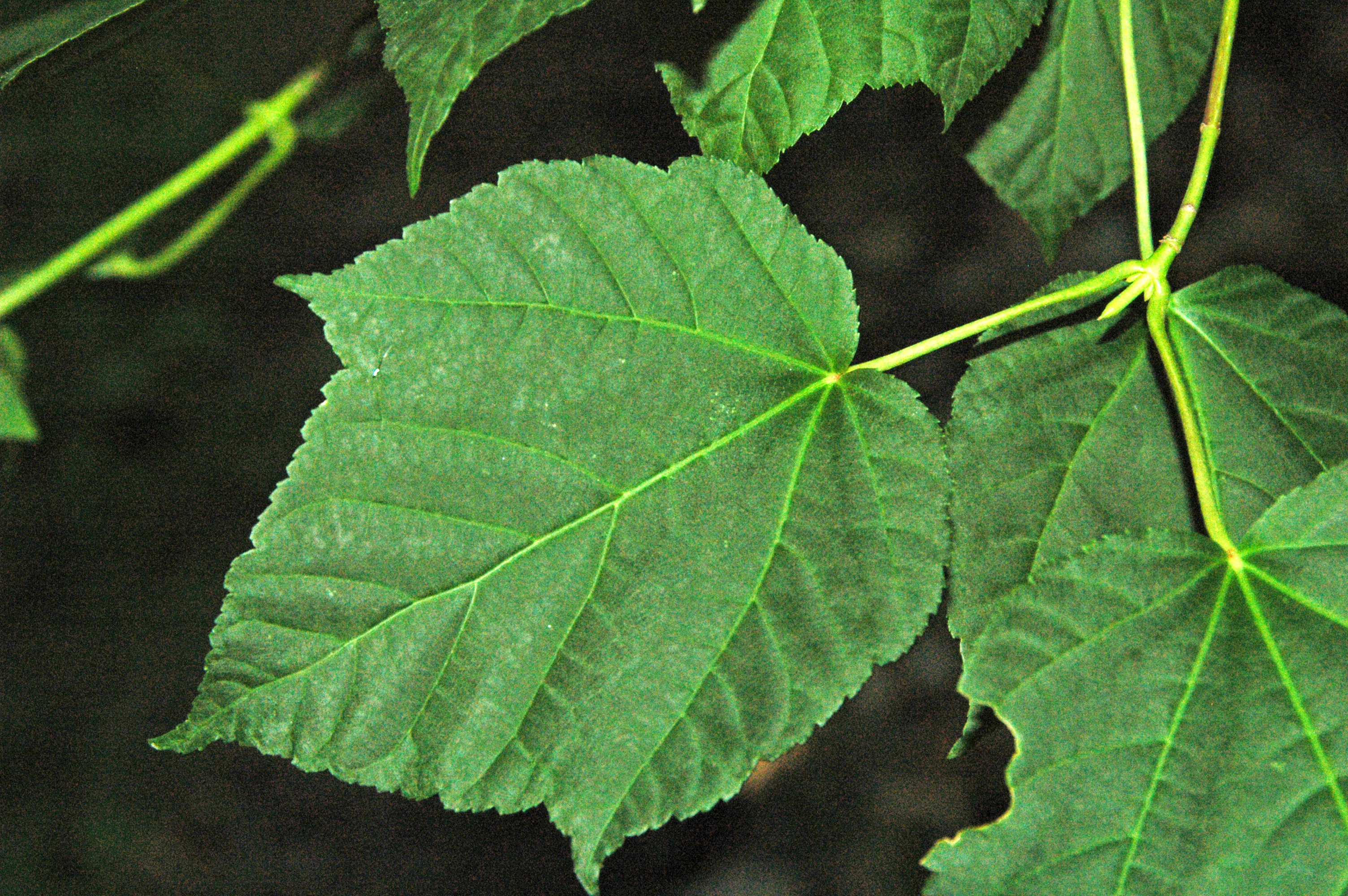
Acer davidii

- Acer davidii Franch.
- Acer diabolicum Blume ex K.Koch
- Acer distylum Siebold & Zucc.
- Acer duplicatoserratum Hayata

## E
- Acer elegantulum W.P.Fang & P.L.Chiu
- Acer erianthum Schwer.
- Acer erythranthum Gagnep.

## F

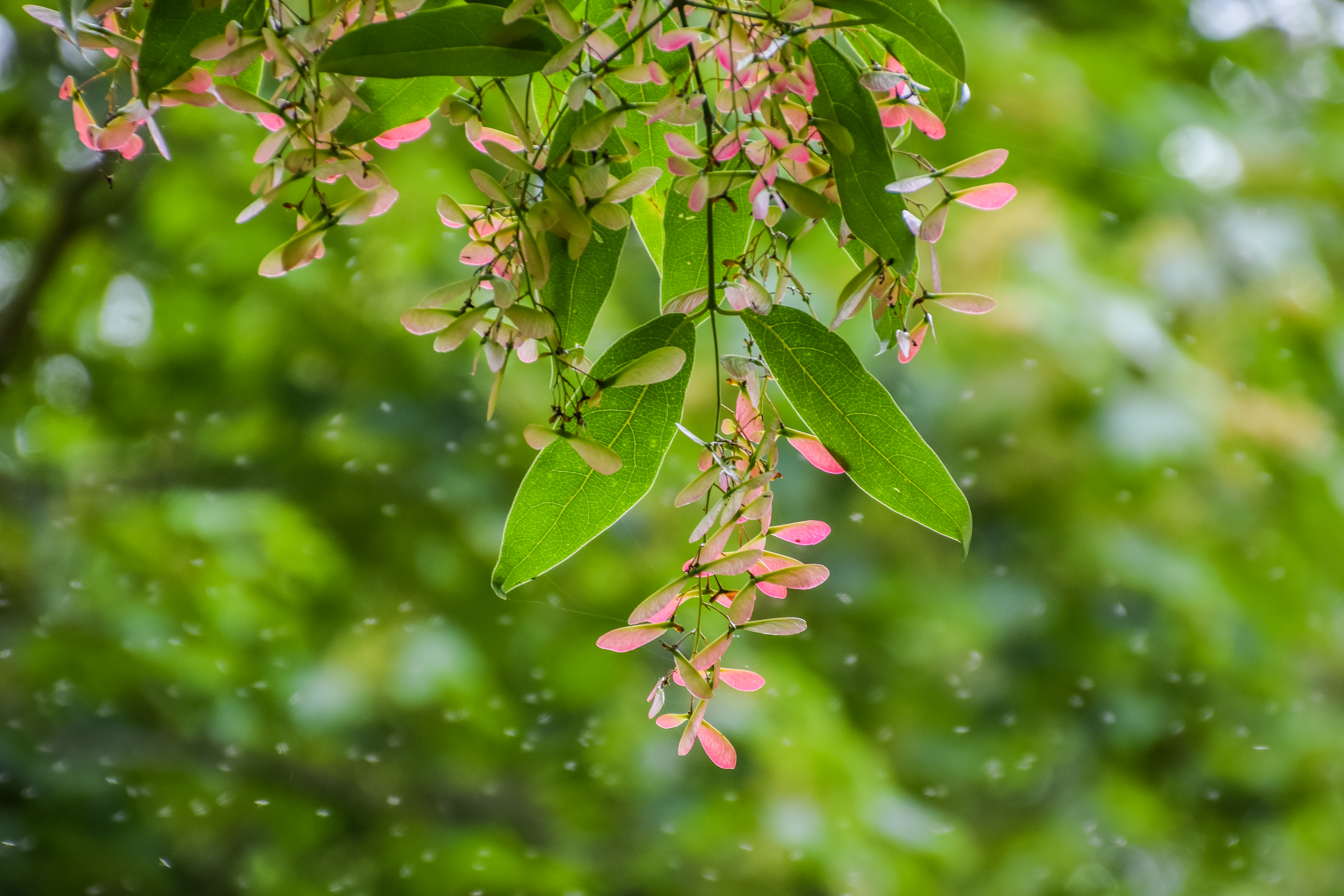
Acer fabri

- Acer fabri Hance
- Acer fenzelianum Hand.-Mazz.
- Acer forrestii Diels
- Acer × freemanii A.E.Murray
- Acer fulvescens Rehder

## G
- Acer glabrum Torr.

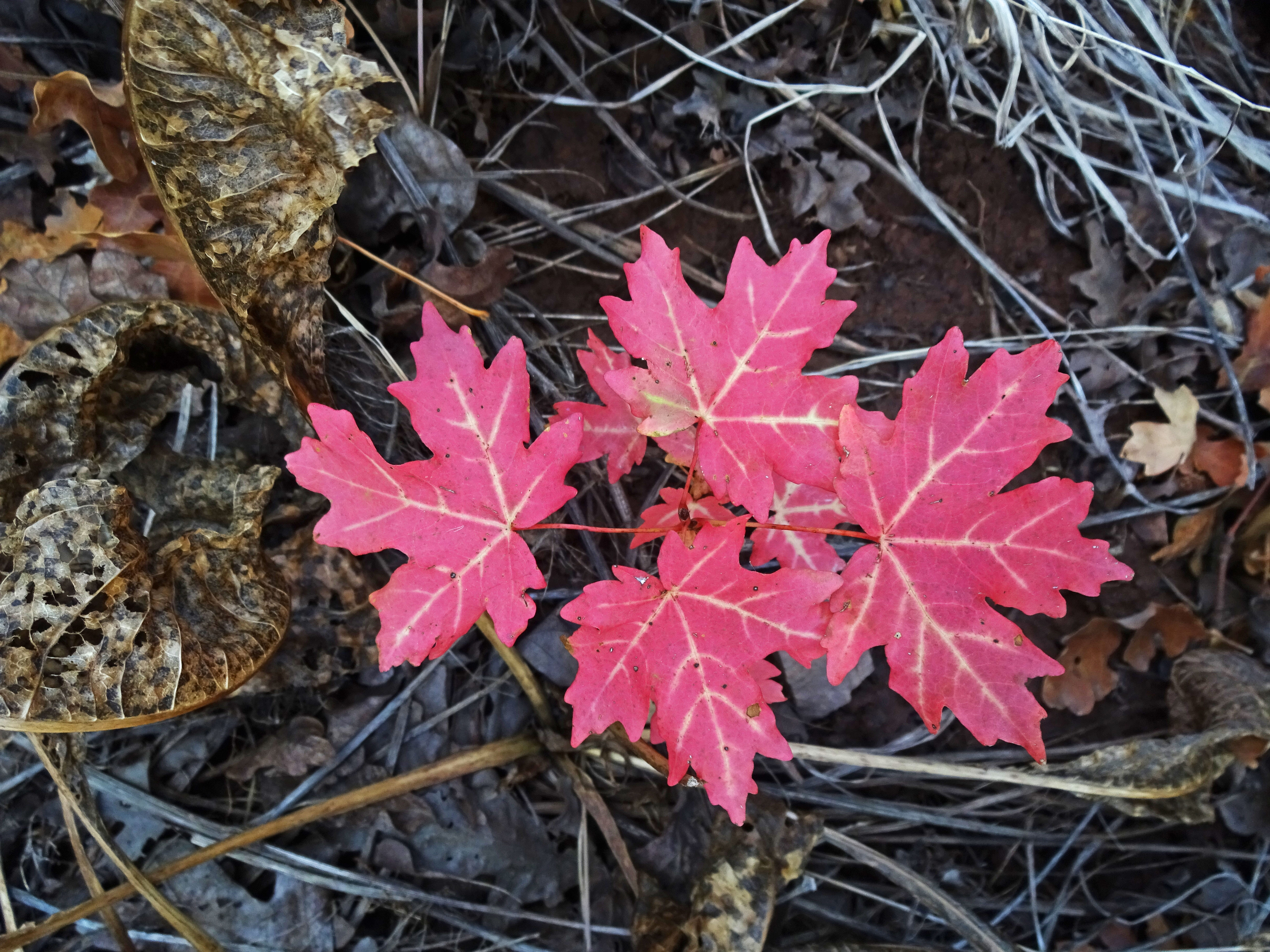
Acer grandidentatum

- Acer gracilifolium W.P.Fang & C.C.Fu
- Acer granatense Boiss.
- Acer grandidentatum Nutt.
- Acer griseum (Franch.) Pax

## H
- Acer heldreichii Orph. ex Boiss.
- Acer henryi Pax
- Acer hilaense Hu & W.C.Cheng
- Acer hyrcanum Fisch. & C.A.Mey.

## I
- Acer insulare Makino
- Acer iranicum Mohtash. & Rastegar

## J

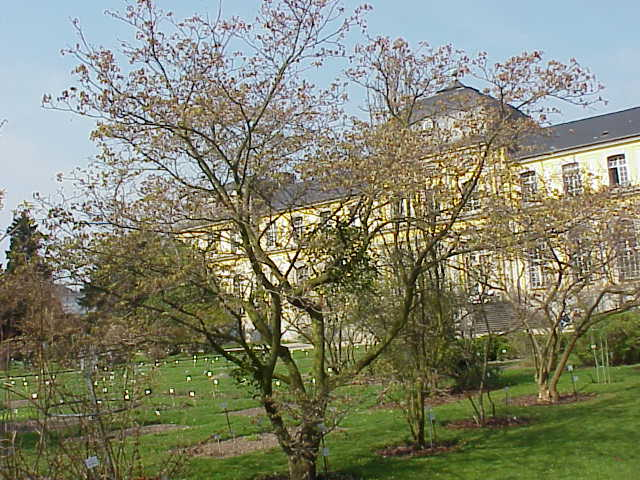
Acer japonicum

- Acer × jakelyanum Rottenst.
- Acer japonicum Thunb.

## K
- Acer × koenighoferae Rottenst.
- Acer komarovii Pojark.
- Acer kungshanense W.P.Fang & C.Y.Chang
- Acer kuomeii W.P.Fang & M.Y.Fang
- Acer kwangnanense Hu & W.C.Cheng
- Acer kweilinense W.P.Fang & M.Y.Fang

## L
- Acer laevigatum Wall.
- Acer laurinum Hassk.
- Acer laxiflorum Pax
- Acer leipoense W.P.Fang & Soong
- Acer leptophyllum W.P.Fang
- Acer longipes Franch. ex Rehder
- Acer lucidum F.P.Metcalf

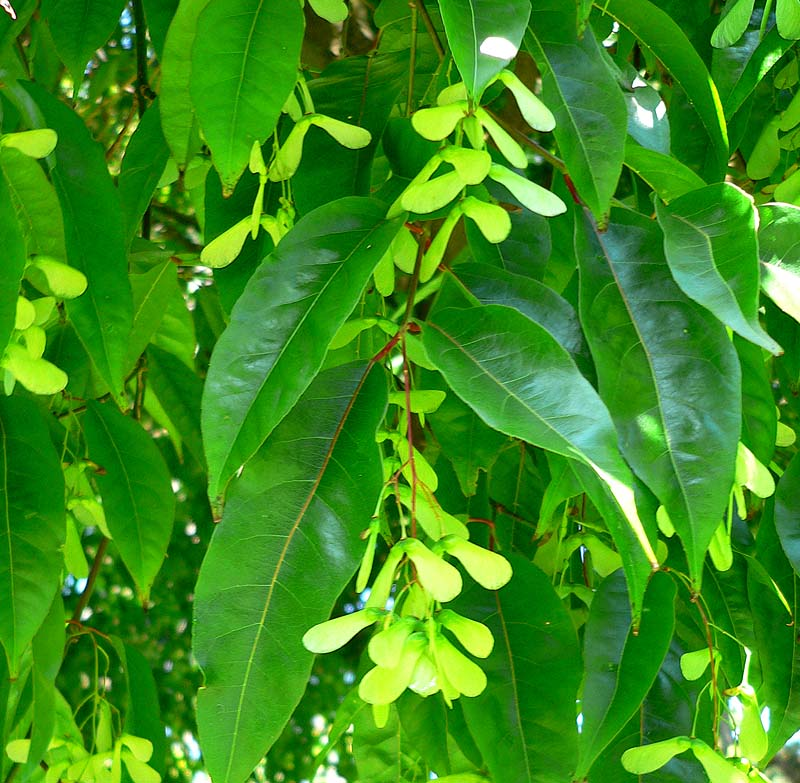
Acer laevigatum

- Acer lungshengense W.P.Fang & L.C.Hu

## M
- Acer macrophyllum Pursh
- Acer mandshuricum Maxim.
- Acer mapienense W.P.Fang
- Acer × martini Jord.
- Acer maximowiczianum Miq.
- Acer maximowiczii Pax

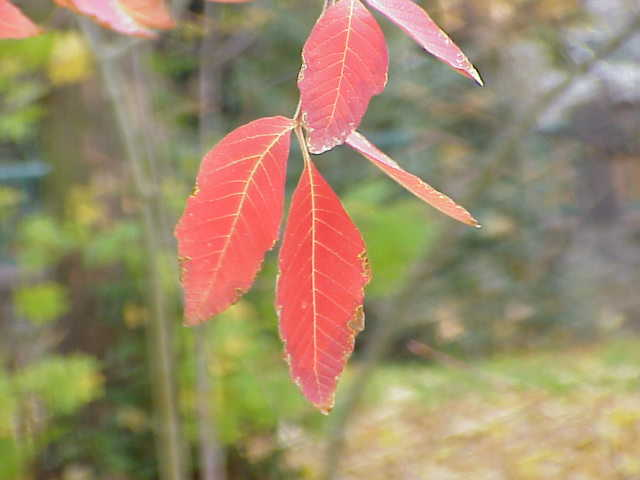
Acer maximowiczianum

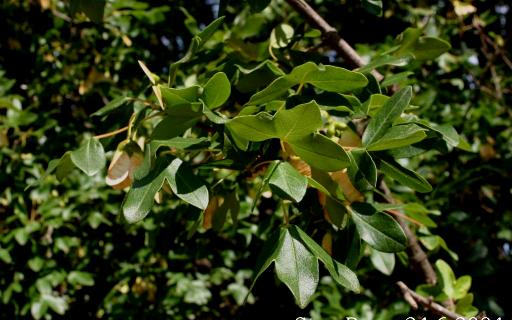
Acer monspessulanum

- Acer mazandaranicum Amini, H.Zare & Assadi
- Acer metcalfii Rehder
- Acer miaoshanicum W.P.Fang
- Acer micranthum Siebold & Zucc.
- Acer miyabei Maxim.
- Acer monspessulanum L.
- Acer morifolium Koidz.
- Acer morrisonense Hayata

## N
- Acer negundo L.
- Acer nipponicum H.Hara

## O
- Acer oblongum Wall. ex DC.
- Acer obtusifolium Sm.
- Acer okamotoanum Nakai
- Acer oligocarpum W.P.Fang & L.</smallC.Hu
- Acer oliverianum Pax
- Acer opalus Mill.
  - Acer opalus subsp. opalus

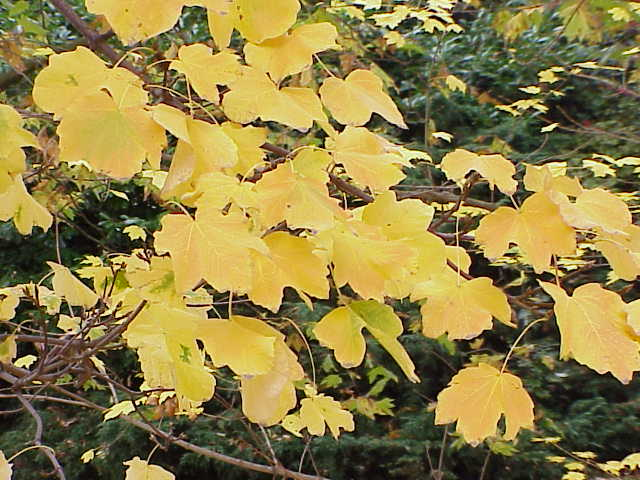
Acer opalus subsp. obtusatum

  - Acer opalus subsp. obtusatum (Waldst. & Kit. ex Willd.) Gams
- Acer orthocampestre G.W.Grimm & Denk
- Acer × osmastonii Gamble

## P
- Acer paihengii W.P.Fang
- Acer palmatum Thunb.
- Acer pauciflorum W.P.Fang
- Acer paxii Franch.
- Acer pectinatum Wall. ex Brandis
- Acer pensylvanicum L.
- Acer pentaphyllum Diels
- Acer pentapomicum J.L.Stewart
- Acer pictum Thunb.
- Acer pilosum Maxim.
- Acer pinnatinervium Merr.
- Acer platanoides L.

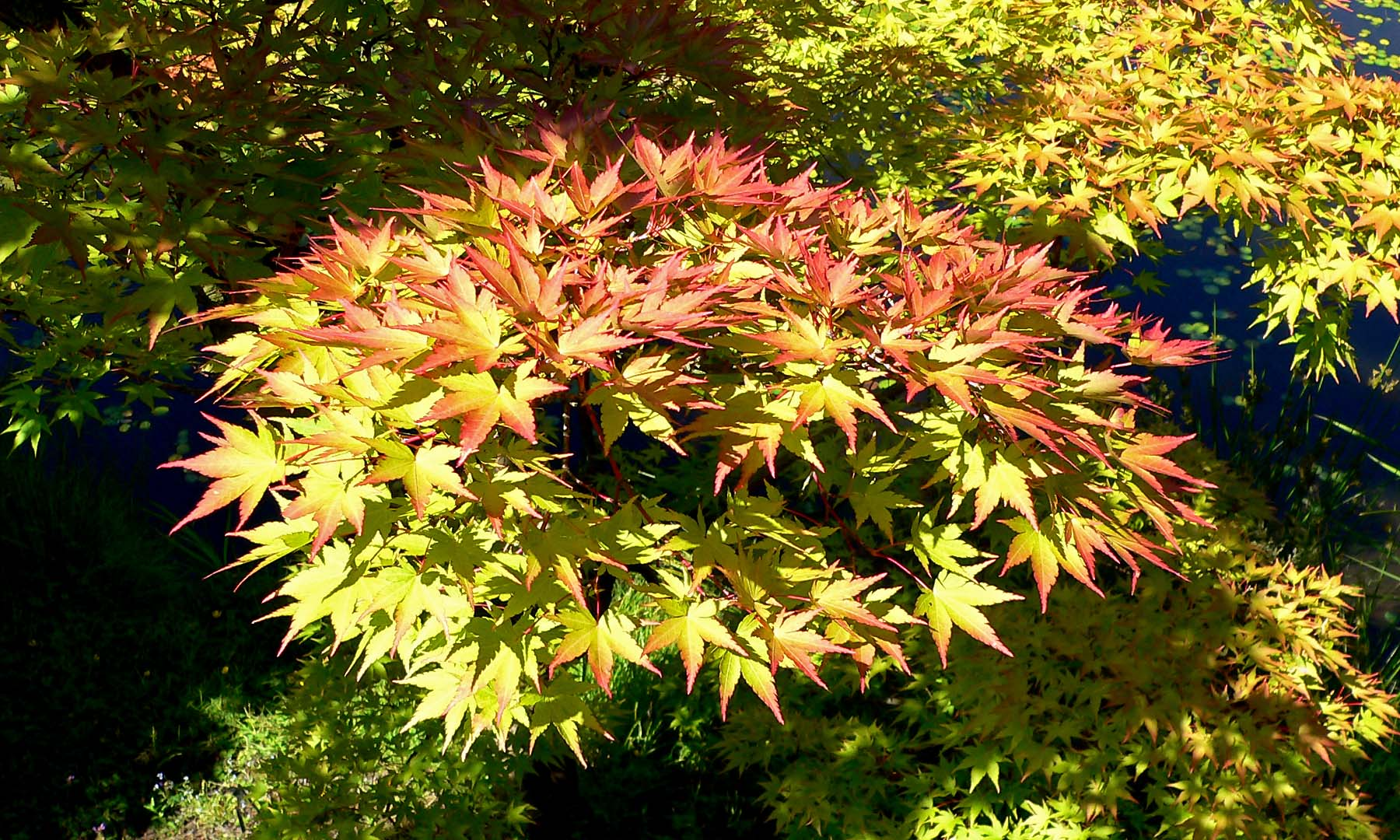
Acer palmatum varietà Shigitatsu-sawa

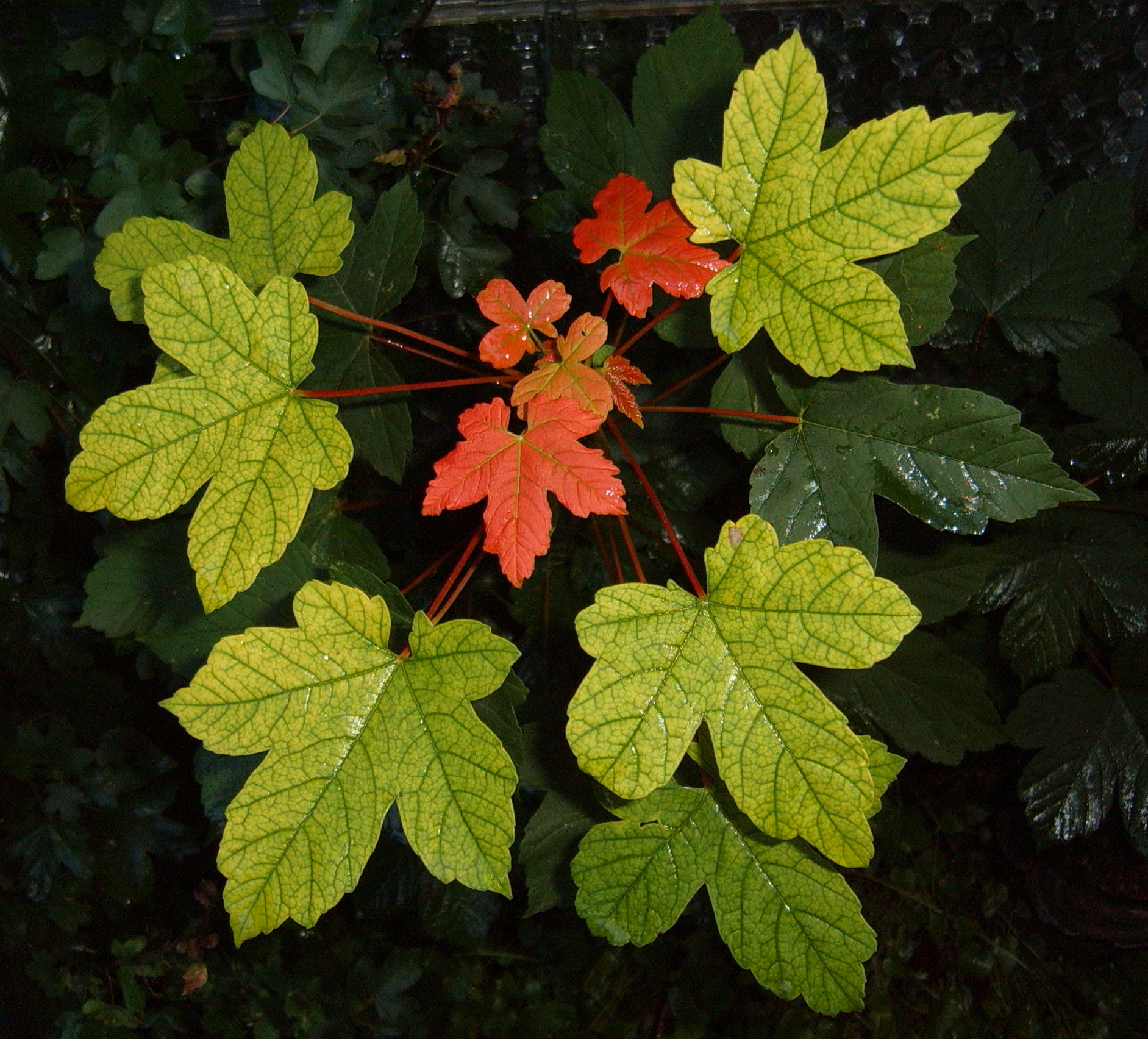
Acer pseudoplatanus

- Acer poliophyllum W.P.Fang & Y.T.Wu
- Acer pseudoplatanus L.
- Acer pseudosieboldianum (Pax) Kom.
- Acer pseudowilsonii Y.S.Chen
- Acer pubinerve Rehder
- Acer pubipetiolatum Hu & W.C.Cheng
- Acer pycnanthum K.Koch

## R

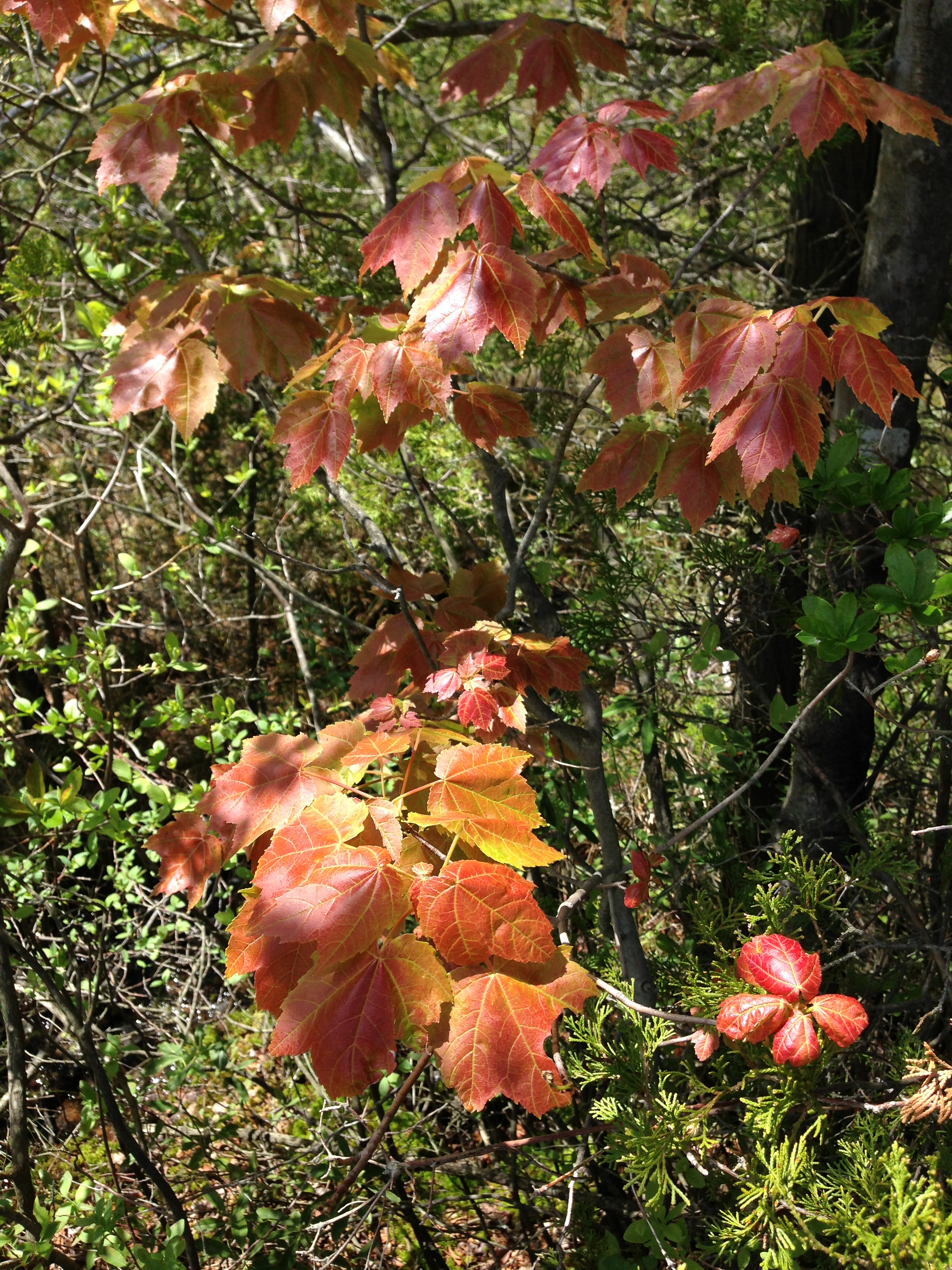
Acer rubrum

- Acer × ramosum Schwer.
- Acer robustum Pax
- Acer rubrum L.
- Acer rufinerve Siebold & Zucc.

## S
- Acer saccharinum L.
- Acer saccharum Marshall
  - Acer saccharum subsp. saccharum

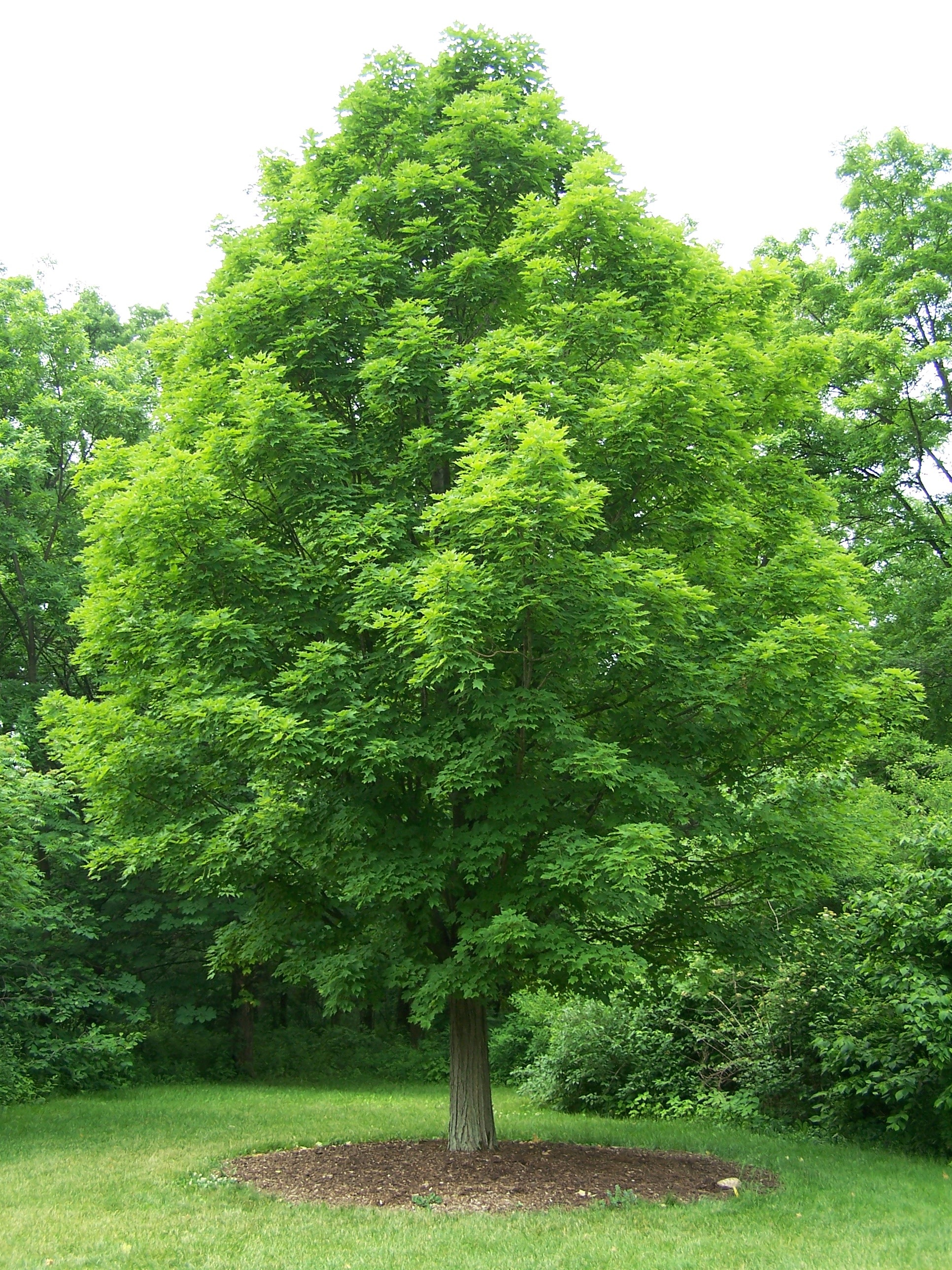
Acer saccharum

  - Acer saccharum subsp. floridanum (Chapm.) Desmarais
  - Acer saccharum subsp. leucoderme (Small) Desmarais
  - Acer saccharum subsp. nigrum (F.Michx.) Desmarais
  - Acer saccharum subsp. ozarkense A.E.Murray
- Acer × schwerinii Pax
- Acer sempervirens L.
- Acer serrulatum Hayata
- Acer shangszeense W.P.Fang & Soong
- Acer shenkanense W.P.Fang ex C.C.Fu
- Acer shenzhenensis R.H.Miao & X.M.Wang
- Acer shihweii F.Chun & W.P.Fang
- Acer shirasawanum Koidz.
- Acer sieboldianum Miq.
- Acer sikkimense Miq.
- Acer sinense Pax
- Acer sino-oblongum F.P.Metcalf
- Acer sinopurpurascens W.C.Cheng
- Acer skutchii Rehder
- Acer sosnowskyi Doluch.
- Acer spicatum Lam.
- Acer stachyophyllum Hiern
- Acer sterculiaceum Wall.
- Acer sutchuenense Franch.
- Acer sycopseoides Chun

## T
- Acer tataricum L.
- Acer tegmentosum Maxim.
- Acer tenellum Pax
- Acer tenuifolium (Koidz.) Koidz.
- Acer thomsonii Miq.
- Acer tibetense W.P.Fang
- Acer tonkinense Lecomte
- Acer triflorum Kom.
- Acer truncatum Bunge
- Acer tschonoskii Maxim.

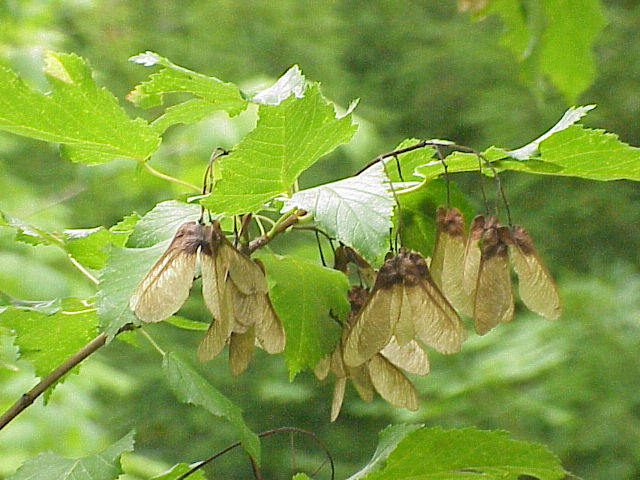
Acer tataricum

- Acer tsinglingense W.P.Fang & C.C.Hsieh
- Acer tutcheri Duthie

## U
- Acer ukurunduense Trautv. & C.A.Mey.
- Acer undulatum Pojark.

## V
- Acer × varbossanium (K.Malý) Simonk.
- Acer velutinum Boiss.

## W
- Acer wangchii W.P.Fang
- Acer wardii W.W.Sm.
- Acer wilsonii Rehder

## Y
- Acer yangbiense Y.S.Chen & Q.E.Yang
- Acer yinkunii W.P.Fang
- Acer yui W.P.Fang